# Stadtkirche Dippoldiswalde

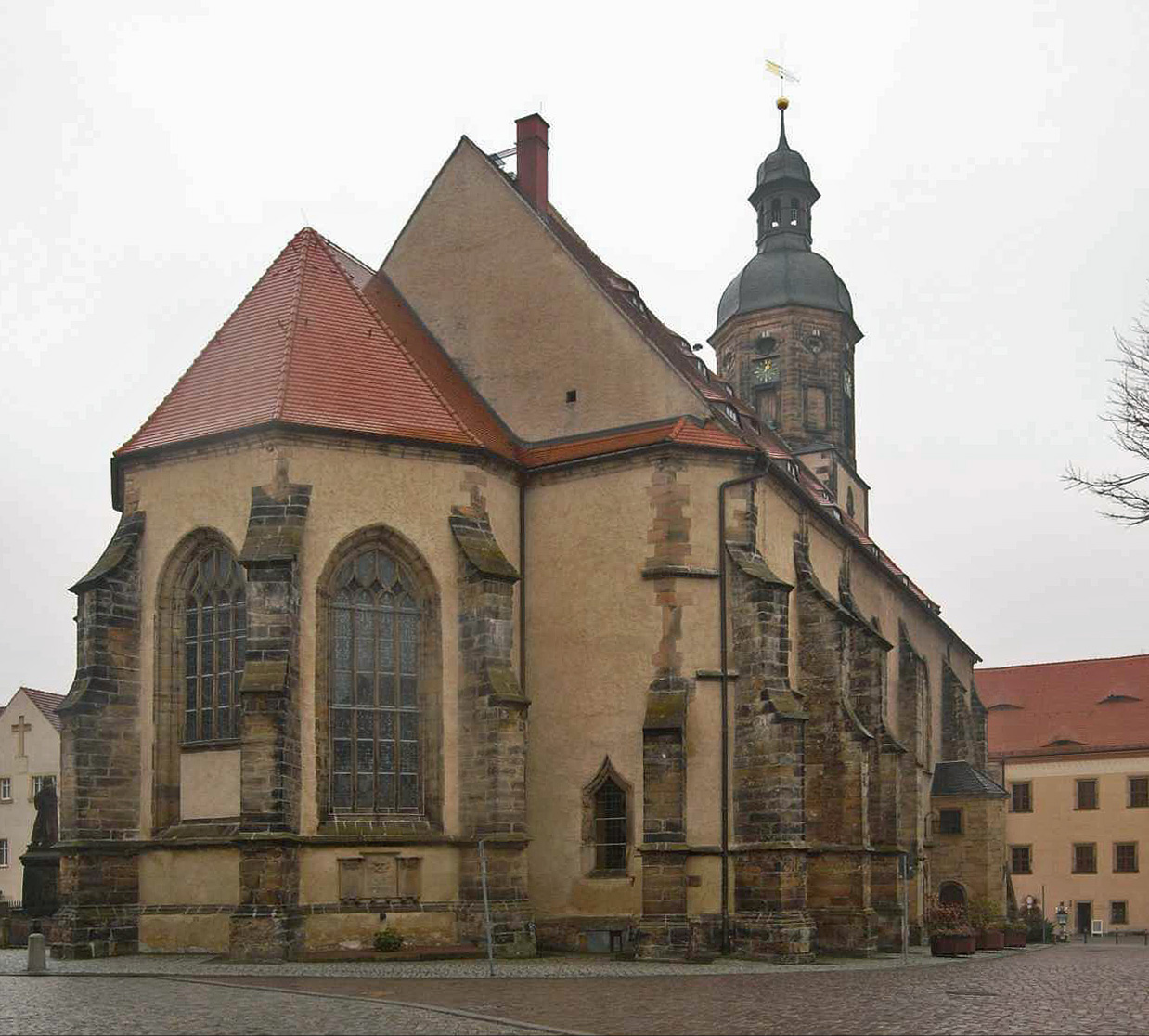
Stadtkirche Dippoldiswalde

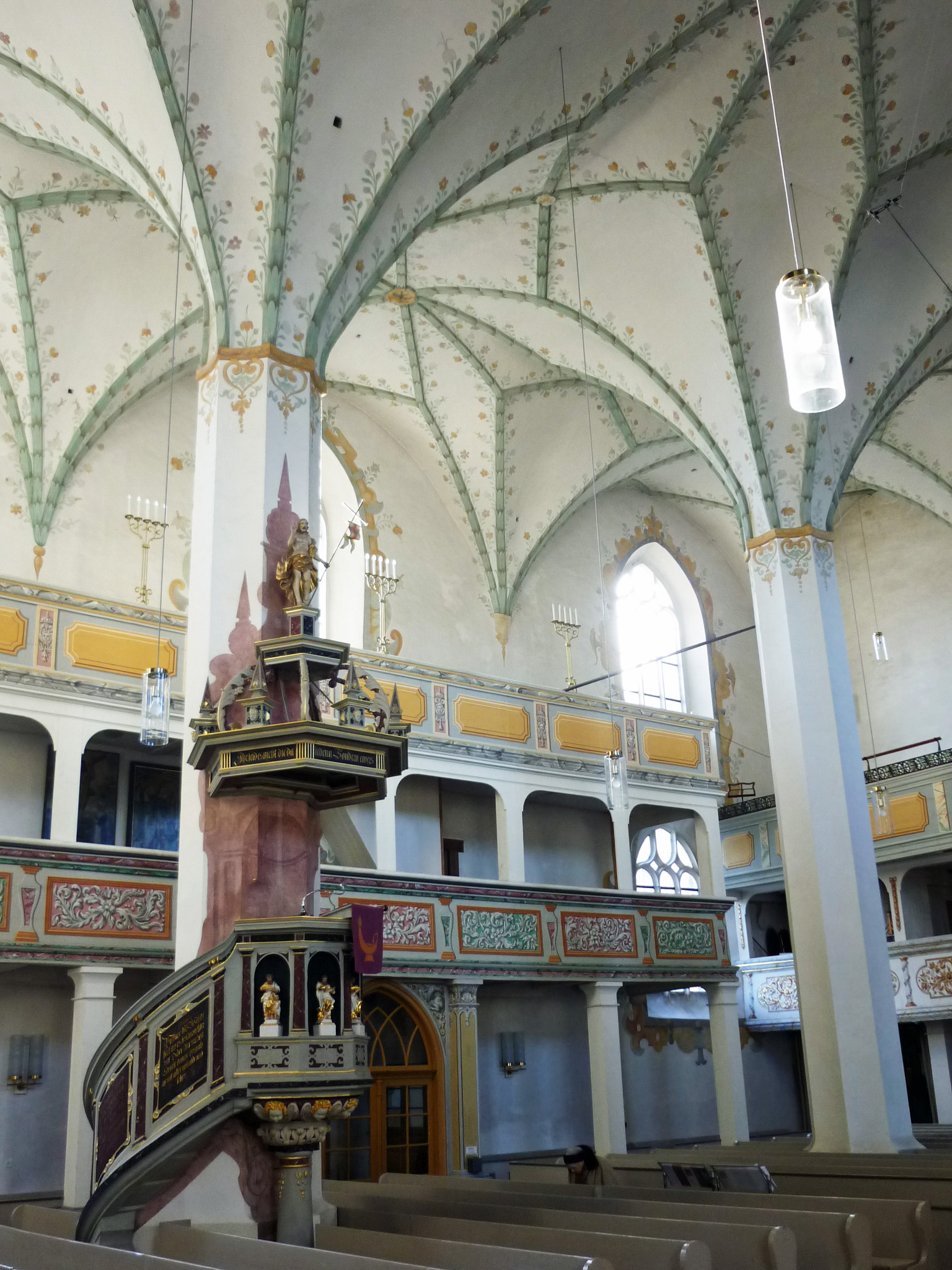
Kanzel und Deckengewölbe

Die Stadtkirche St. Marien und Laurentius ist eine denkmalgeschützte, evangelisch-lutherische Kirche in Dippoldiswalde und befindet sich im Stadtgebiet zwischen dem Markt und dem Schloss.

## Geschichte und Beschreibung
Aus der Gründungszeit von Dippoldiswalde (erste urkundliche Erwähnung 1218) sind zwei steinerne Kirchenbauten bekannt, St. Nikolai im Waldhufendorf in der Weißeritzaue und die Marienkirche in der Oberstadt (Bergbausiedlung) oberhalb der Weißeritz.
Der erste Bau der Marienkirche war eine romanische Basilika, von der nur noch die unteren Stockwerke des Turms mit dem Hauptportal der Kirche erhalten sind. Nach den Zerstörungen in den Hussitenkriegen wurde die Kirche um 1500 als gotische Hallenkirche wieder aufgebaut, siehe die Jahreszahl 1506 über dem Südportal.
Im Jahr 1541 wurde die Reformation eingeführt. Nach den Zerstörungen im Dreißigjährigen Krieg wurde die Kirche in schlichter Gestalt wiederhergestellt, dies betrifft insbesondere die Innenraumgestaltung und die Erneuerung des Altarraums, die neue Weihe erfolgte im Jahr 1638. Auf dem gotischen Deckengewölbe wurde vom Maler Samuel Heber aus Fürstenwalde eine einfache Renaissancemalerei in Weiß und Grün mit vielen Blumen (Paradieswiese) aufgebracht, die Fenster und Türen sind farbig hervorgehoben. Die Vollendung des Turms mit einem barocken Turmaufsatz erfolgte 1686 durch Wolf Caspar von Klengel.
Im 17. und 18. Jahrhundert wurden im Kirchenraum zahlreiche Emporen eingebaut und mit Bildern versehen. An der „Ratsherrenempore“ (untere Empore an der Nordseite) weisen die Bilder und Sprüche aus der Bibel auf die Pflichten der Obrigkeit gegenüber dem gemeinen Volk hin (Eintreten für Gerechtigkeit, Armenpflege und das Wohl der Stadt), an der darüberliegenden Empore sind es Bilder aus dem Alten Testament, z. B. der Turmbau zu Babel.
Von 1964 bis 1980 wurde der Kirchenraum unter Leitung von Pfarrer Gottfried Busch mit vielen Helfern restauriert. Ein Ziel dabei war es, den Zustand von 1638 – so weit wie möglich – wiederherzustellen.

## Ausstattung
Die wichtigsten kirchlichen Ausstattungsstücke stammen aus der Zeit nach der Wiederherstellung von 1638:
- Kanzel (1642)
- Taufstein (1653)
- Altar (1657)
- Altarbild „Christus am Kreuz“ von Hofmaler Johann Fink (1670)

Eine Besonderheit ist die bemalte Kassettendecke des Altarraumes, geschaffen im Jahr 1642 vom Maler Hans Panitz aus Dresden: Dargestellt sind Christus (in der Mitte), umgeben von Aposteln, Evangelisten und alttestamentlichen Propheten. Aufgrund dieser Bilderdecke gilt das Gotteshaus auch als sogenannte Bilderkirche bzw. Bibelkirche.
Das Altarbild „Der Auferstandene mit den Emmausjüngern“ von 1869 hängt jetzt im rechten Seitenschiff.

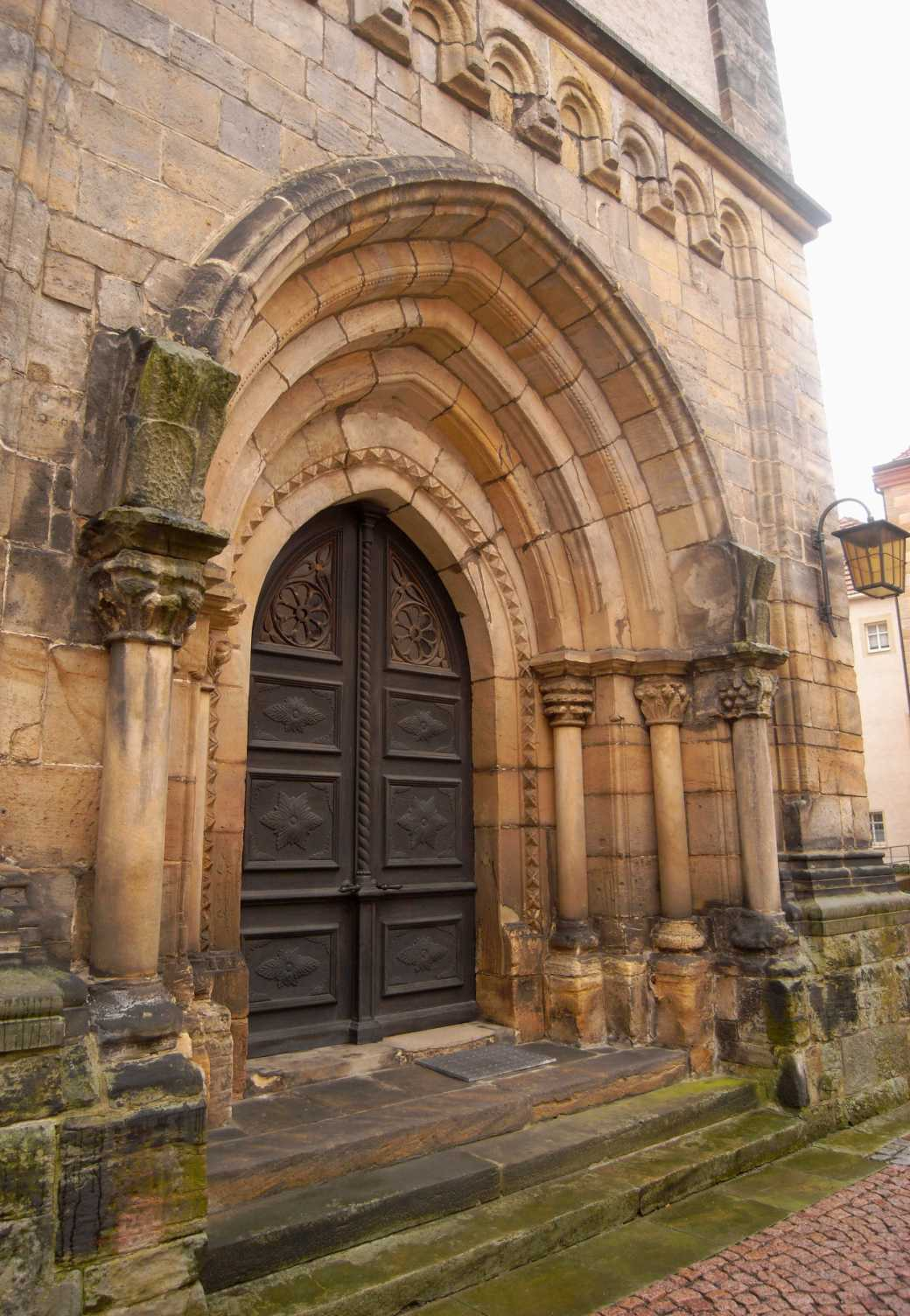
Portal
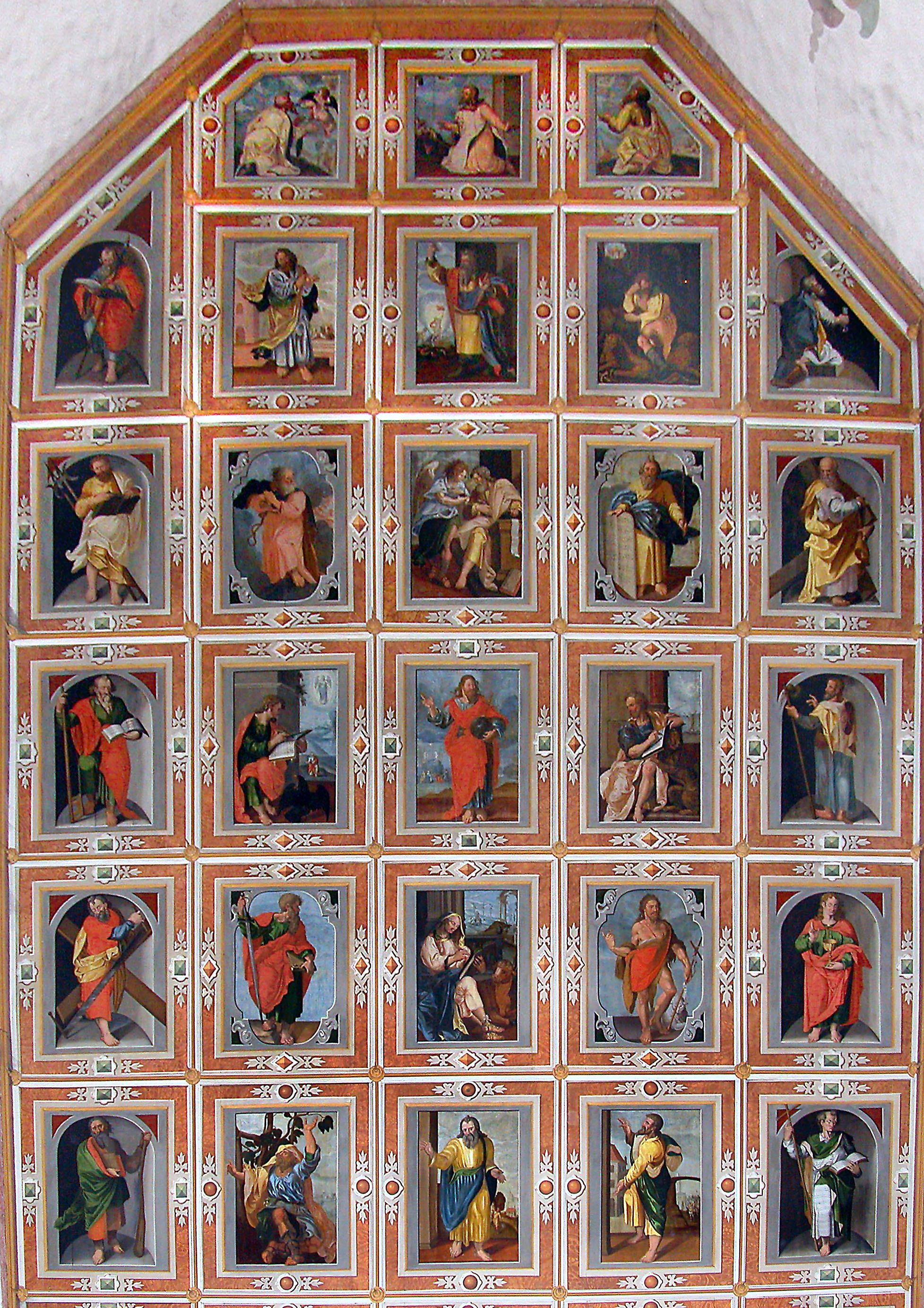
Bemalte Kassettendecke im Altarraum
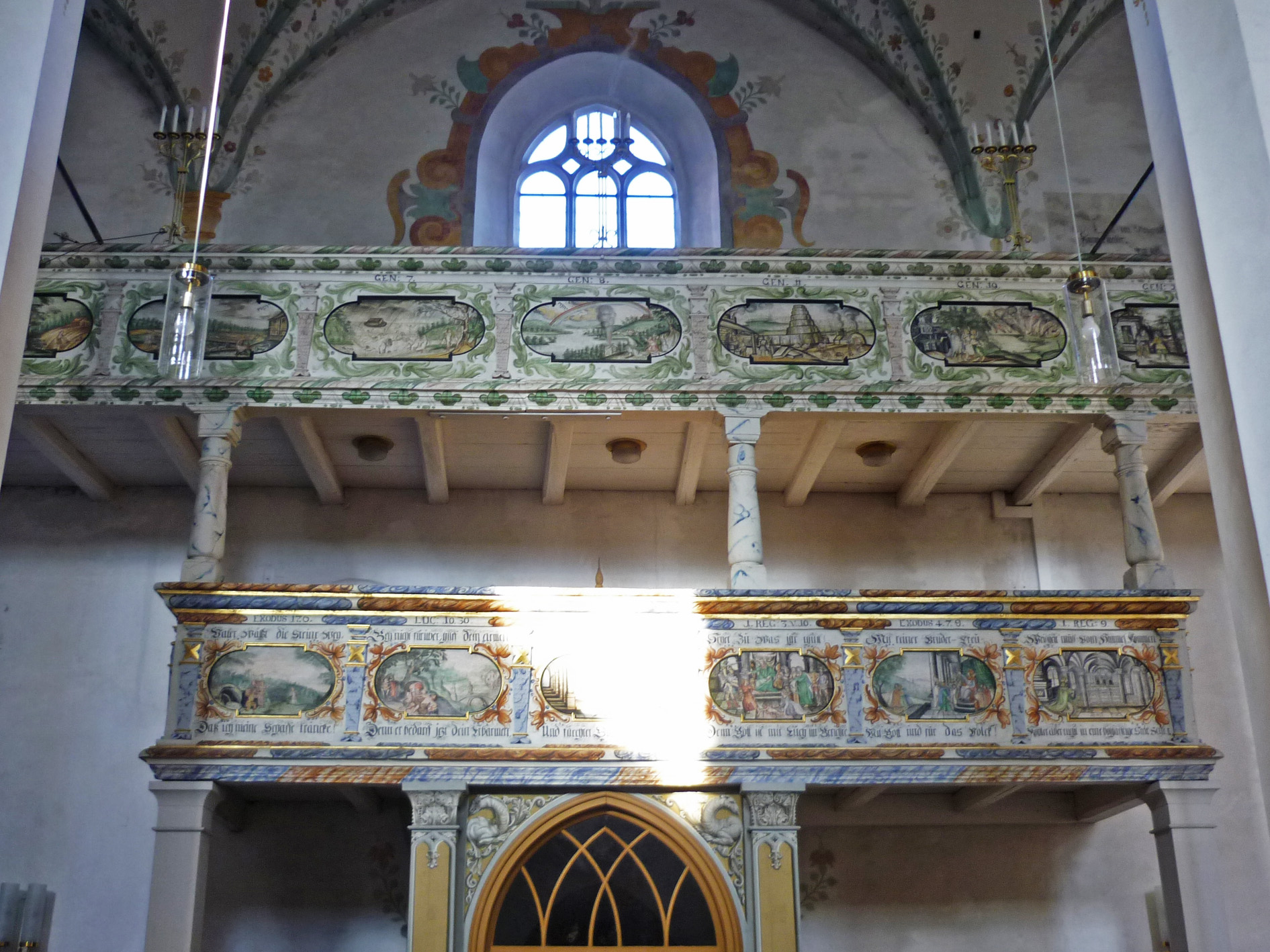
Ratsherrenempore

## Orgel
Die Orgel von 1864 ist ein Werk des Dippoldiswalder Orgelbaumeisters Karl Traugott Stöckel. Die Restaurierung der Orgel wurde durch die Firma Jehmlich/Dresden im Herbst 2015 abgeschlossen.
| I. Hauptwerk C–e3      |        |  |
| Principal              | 16′    |  |
| Groß-Octave            | 8′     |  |
| Rohrflöte              | 8′     |  |
| Gamba                  | 8′     |  |
| Octave                 | 4′     |  |
| Gemshorn               | 4′     |  |
| Quinte                 | 2 ⁄3′  |  |
| Octave                 | 2′     |  |
| Terz                   | 1 3⁄5′ |  |
| Mixtur IV              |        |  |
| Cornett-Baß III bis h° |        |  |
| Cornett IV ab c′       |        |  |
| Trompete               | 8′     |  |

| II. Oberwerk C–e3 |       |  |
| Principal         | 8′    |  |
| Gedackt           | 8′    |  |
| Quintatön         | 8′    |  |
| Sanftflöte        | 8′    |  |
| Octave            | 4′    |  |
| Rohrflöte         | 4′    |  |
| Spitz-Quinte      | 2 ⁄3′ |  |
| Octave            | 2′    |  |
| Quinte            | 1 ⁄3′ |  |
| Sifflöte          | 1′    |  |
| Mixtur III        |       |  |
| Schwebung         |       |  |

| Pedal C–d1    |     |  |
| Principal-Baß | 16′ |  |
| Sub-Baß       | 16′ |  |
| Octav-Baß     | 8′  |  |
| Quintatön-Baß | 8′  |  |
| Octav-Baß     | 4′  |  |
| Posaune       | 16′ |  |

- Koppeln:
  -  Normalkoppeln:  II/I; I/P

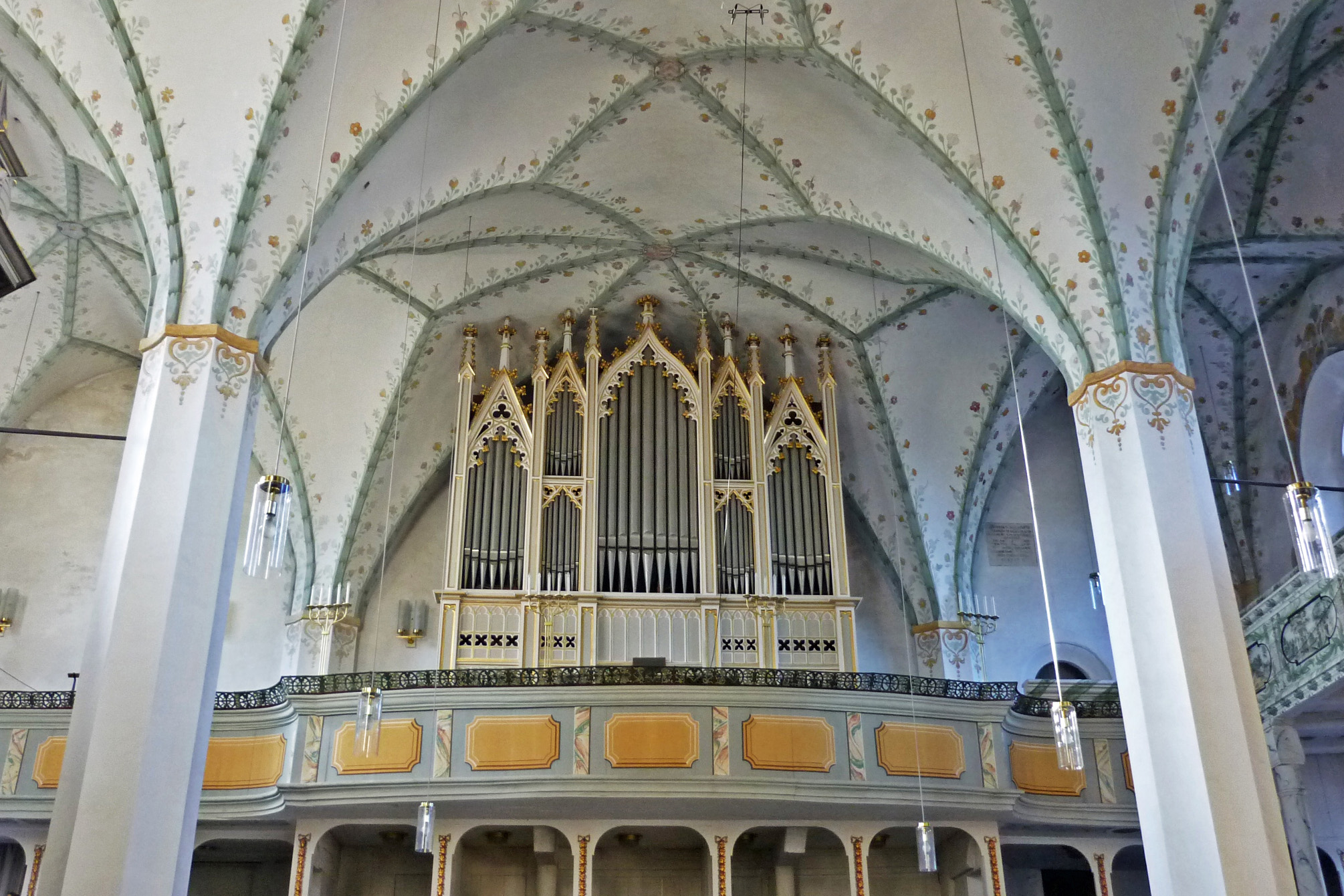
Orgelempore

- Spielhilfen:  Sperrventile für I und II

In den Jahren 1964 bis 1980 ist der Kirchenraum der Dippoldiswalder Stadtkirche restauriert worden, dabei wurde versucht, den Zustand von 1638 wiederherzustellen.

## Geläut

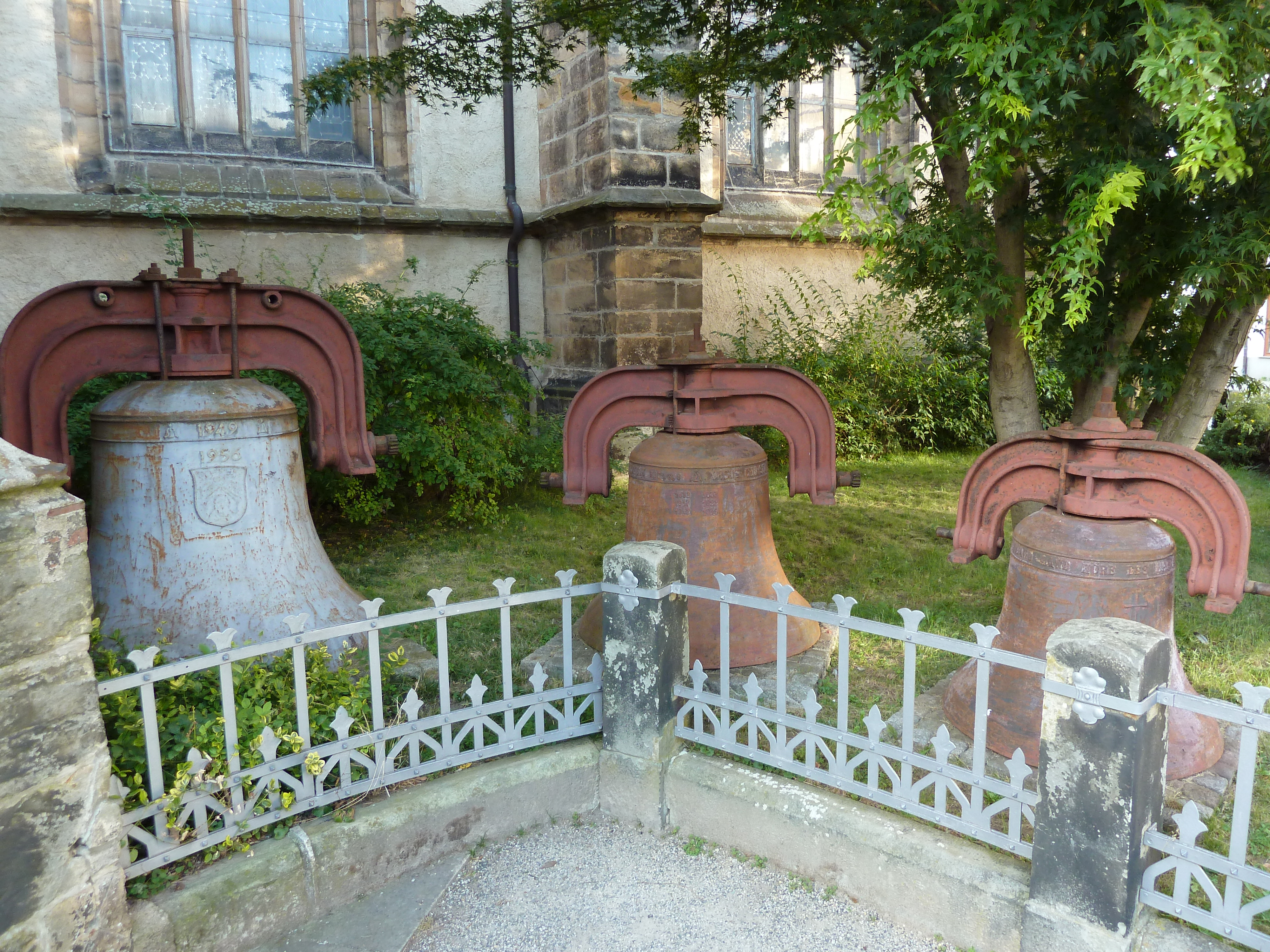
Alte Glocken der Kirche

Das Geläut besteht aus vier Bronzeglocken, der Glockenstuhl und die Glockenjoche sind aus Eichenholz gefertigt und wurden 2008 erneuert.
Neben der Kirche stehen drei alte Stahl-Glocken der Stadtkirche. Diese wurden nach dem Zweiten Weltkrieg gegossen und waren bis 2008 in Betrieb.
Im Folgenden eine Datenübersicht des Geläutes:
| Nr. | Gussdatum | Gießer                         | Durchmesser | Masse   | Material | Schlagton |
| --- | --------- | ------------------------------ | ----------- | ------- | -------- | --------- |
| 1   | 2007      | Glockengießerei A. Bachert     | Bronze      | 1288 mm | 1201 kg  | dis′      |
| 2   | 2007      | Glockengießerei A. Bachert     | Bronze      | 1100 mm | 805 kg   | fis′      |
| 3   | 2007      | Glockengießerei A. Bachert     | Bronze      | 906 mm  | 524 kg   | ais′      |
| 4   | 1556      | Glockengießerei Gebr. Hilliger | Bronze      | 580 mm  | 123 kg   | fis″      |

## Verschiedenes
Am 27. Oktober 2024 übertrug das Kultur-Hörfunkprogramm des Mitteldeutschen Rundfunks, MDR Kultur, den Gottesdienst aus dieser Kirche als Direktübertragung und machte so Gotteshaus und Kirchgemeinde überregional bekannter.